# Chapelle Notre-Dame-de-Bonne-Nouvelle
La chapelle Notre-Dame-de-Bonne-Nouvelle est une chapelle située à Locronan, en France.

## Localisation
La chapelle est située dans le département du Finistère, sur la commune de Locronan, au nord-ouest du centre du village. 

## Historique
Il est fait mention de cette chapelle dans le testament de Jean Le Moine (1439). Elle constitue la cinquième station du parcours de la Grande Troménie. Elle est entourée d'un calvaire et d'une fontaine.
La chapelle a été classée par arrêté du 6 mai 1915, la fontaine a été inscrite par arrêté du 16 mars 1926. Le calvaire est quant à lui inscrit depuis le 17 mars 1926.